# Runstedter See
Der Runstedter See (Tagebaurestloch Großkayna) gehört zum Geiseltaler Seenkomplex.

## Geografische Lage

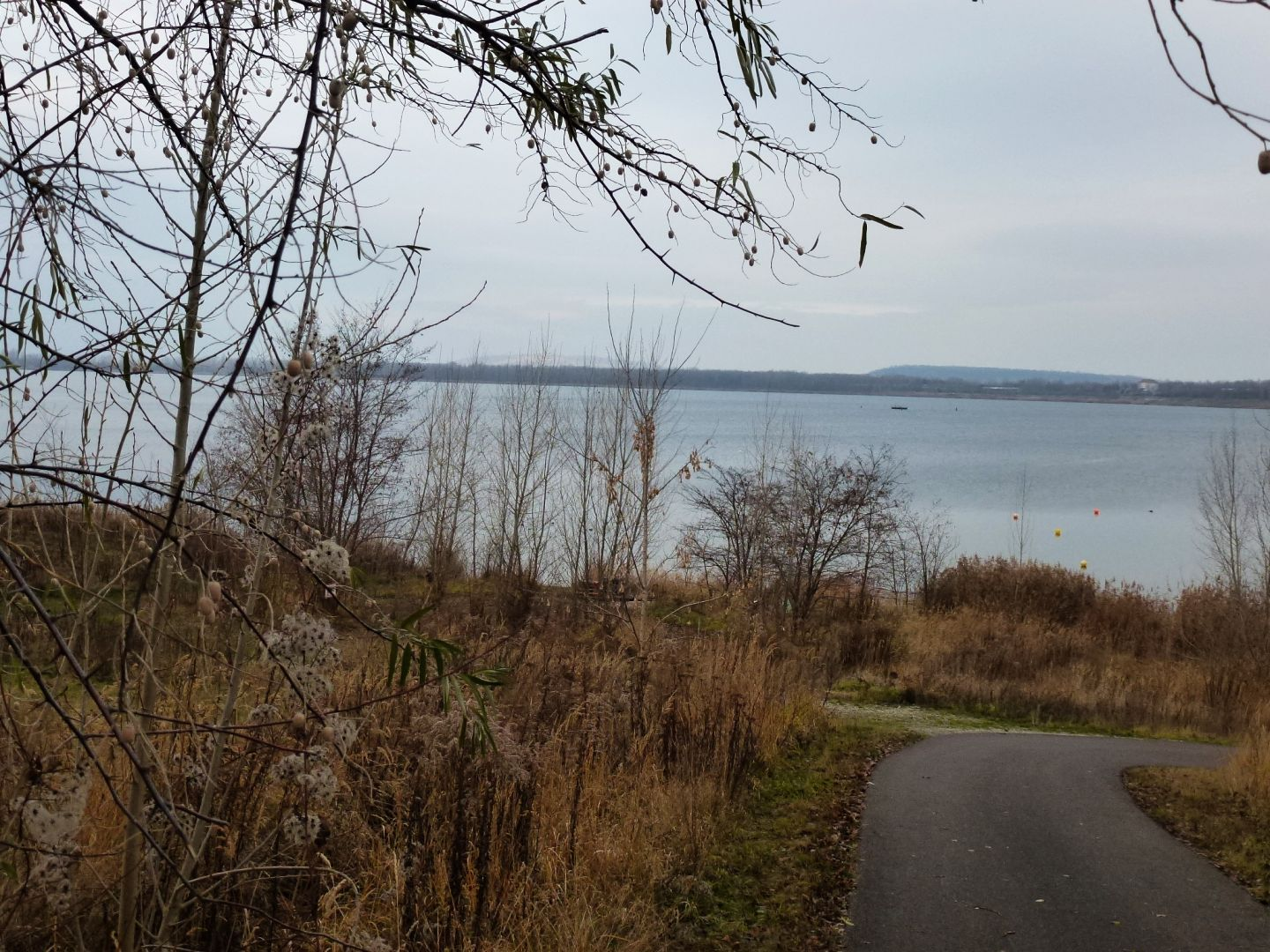
Ostseite des Sees, Blick auf Frankleben

Der Runstedter See liegt zwischen Großkayna und Frankleben neben dem wesentlich größeren Geiseltalsee, dem sich im Süden anschließenden Südfeldsee und dem wesentlich kleineren Hassesee bei Roßbach. Die größte Länge des Runstedter Sees beträgt 2,4 km, die größte Breite 1,6 km und die Uferlänge 6,1 km.

## Geschichte
Beim Runstedter See handelt es sich um einen ehemaligen Braunkohletagebau des Geiseltalreviers, der 2001 bis 2003 u. a. mit Wasser der Saale geflutet wurde. Der Runstedter See ist ausdrücklich kein Badesee, da er ab 1969 auf Grundlage eines zentralen Beschlusses mit Industrierückständen aus den Leuna- und in den 1980er Jahren zusätzlich aus den Buna-Werken verfüllt wurde. Unter anderem aus diesem Grund erfolgt seit der Flutung eine Tiefenwasserbelüftung zur relativen Verbesserung der Wasserqualität. Um den aeroben mikrobiellen Abbau der Ammoniumfrachten aus den submersen Altlasten zu gewährleisten, sind drei Tiefenwasserbelüftungsanlagen (TWBA) im Einsatz. Der See stand bis zum 30. Juli 2019 unter Bergaufsicht. Aufgrund der Altlasten ist eine Freigabe als öffentliches Badegewässer durch die Landesbehörden in der Zukunft unwahrscheinlich. Der natürliche Schadstoffabbau wird voraussichtlich noch mehr als 100 Jahre in Anspruch nehmen, beeinträchtigt aber in keiner Form die Wasserqualität.

## Name
Seinen Namen erhielt der See von der im Jahr 1085 erstmals erwähnten Ortschaft Runstedt, die ab 1929 dem Bergbau weichen musste. Die über 300 Bewohner wurden nach Frankleben umgesiedelt.

## Nutzung
Der Runstedter See ist Privatgelände der Firma T&K Invest GmbH. Der Radrundweg um den See, etwa sieben Kilometer lang, ist öffentlich zugänglich. Andere Nutzungen sind beim Eigentümer zu beantragen. Das Gewässer kann nicht als Badesee genutzt werden, dient aber als Wassersportstätte.